# Vlag van Wyoming
De vlag van Wyoming werd op 31 januari 1917 aangenomen en was de winnende inzending in een ontwerpwedstrijd. Sindsdien is de vlag onveranderd het wellicht belangrijkste symbool van Wyoming gebleven.
De vlag bestaat uit het silhouet van een Amerikaanse bizon in een blauw veld, omringd door een wit-rood kader, ook wel de kleuren van de Amerikaanse vlag. Het zegel van Wyoming staat in de bizon.

## Betekenis
Het rood op de vlag verwijst naar de Native Americans en naar de eerste Europeanen die zich hier kwamen vestigen. Het blauw verwijst naar de kleur van de hemel of naar de kleur van bergen in de verte, maar ook is blauw de kleur van trouw, rechtvaardigheid en mannelijkheid. De bizon op de vlag verwijst naar de lokale fauna, maar doordat het zegel van de staat ook op de bizon gedrukt is kan het ook verwijzen naar de consumptie van het vlees.